# Антулаєва Тамара Всеволодівна
Тамара Всеволодівна Антулаєва (16 листопада 1899, Білосток — дата смерті невідома) — лікарка, кандидатка медичних наук.

## Біографія
Тамара Всеволодівна Антулаєва народилася 26 листопада 1899 року в м. Білосток (Польща). У 1915 році закінчила Єкатеринський інститут благородних дівиць, у 1938 році — 1-ий Ленінградський медичний інститут. Навчалася в аспірантурі на кафедрі судової медицини. У 1945 році захистила кандидатську дисертацію на тему: «Деякі види вогнепальних ушкоджень та їх диференційна діагностика».
З 1939 року працювала обласною судмедексперткою Читинської області. З 1940 по 1947 рік служила у Червоній Армії і Радянській Армії. У 1947—1949 роках завідувачка кафедри судової медицини Чернівецького медичного інституту.